# Ghost of Tsushima

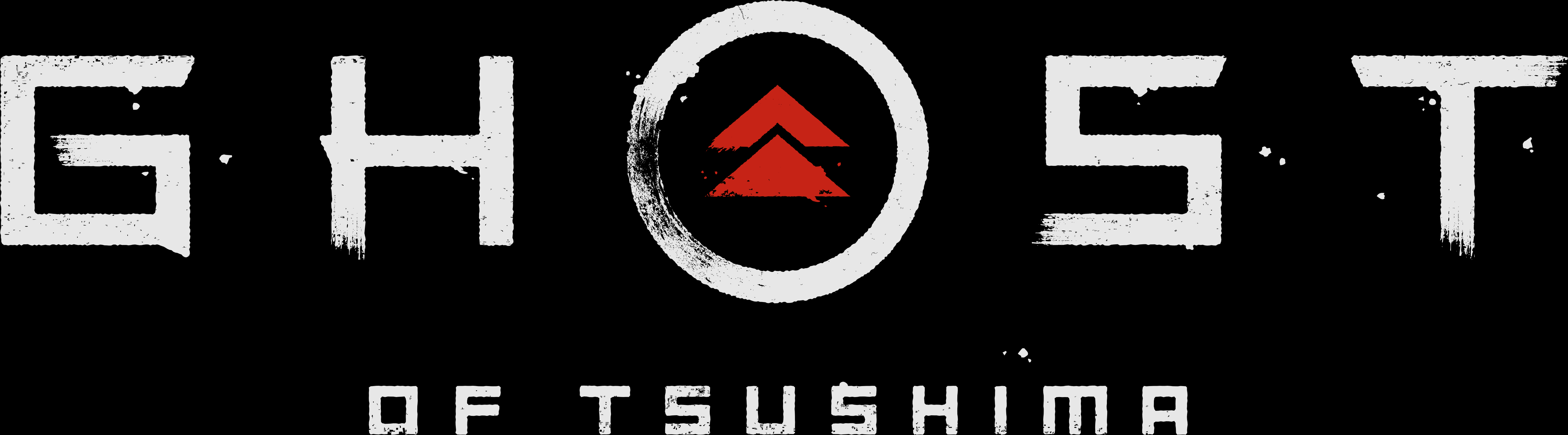

Ghost of Tsushima este un joc de acțiune și aventură din 2020 dezvoltat de Sucker Punch Productions și publicat de Sony Interactive Entertainment. Jucătorul îl controlează pe Jin Sakai, un samurai aflat în încercarea de a proteja insula Tsushima în timpul primei invazii mongole a Japoniei. Jin trebuie să aleagă între a urma codul bushido pentru a lupta onorabil sau să folosească metode practice, dar dezonorante de a-i respinge pe mongoli cu pierderi minime. Jocul prezintă o lume mare deschisă, care poate fi explorată fie pe jos, fie călare. Când se confruntă cu inamici, jucătorul poate alege să se angajeze într-o confruntare directă folosind katana lui Jin sau pentru a deveni un războinic legendar cunoscut sub numele de „Fantoma” folosind tactici furtive pentru a asasina adversarii. O modalitate multiplayer intitulat Ghost of Tsushima: Legends a fost lansat în octombrie 2020 și disponibil separat în septembrie 2021.
Sucker Punch a început să dezvolte jocul după lansarea Infamous: First Light în 2014, deoarece studioul dorea să treacă de la franciza Infamous pentru a crea un joc cu un accent puternic pe lupta corp la corp. Studioul a colaborat cu Japan Studio și a vizitat Insula Tsushima de două ori pentru a se asigura că jocul este cât mai autentic posibil din punct de vedere cultural și istoric. Echipa a fost puternic inspirată de cinematograful cu samurai, în special de filmele regizate de Akira Kurosawa, precum și de seria de benzi desenate Usagi Yojimbo. Peisajul jocului și stilul artistic minimalist au fost influențate de Shadow of the Colossus, iar locațiile din joc au fost concepute pentru a fi „visul fotografului perfect”. În timp ce masa de pământ din joc este similară ca formă cu cea a insulei Tsushima, echipa nu a intenționat să creeze o recreere unu-la-unu. Ilan Eshkeri și Shigeru Umebayashi au compus coloana sonoră a jocului.
Jocul a fost lansat pentru PlayStation 4 în 17 iulie 2020, iar o versiune extinsă pentru PlayStation 4 și PlayStation 5, subtitrată Director's Cut și care include expansiunea Iki Island, a fost lansată în 20 august 2021. Jocul a primit recenzii pozitive la lansare, criticii lăudând jocul. lupta corp la corp, povestea, personajele, spectacolele și muzica ale jocului, deși a primit unele critici pentru implementările sale de joc stealth și structura lumii deschise. Jocul a fost un succes comercial, vânzându-se în peste 9,73 milioane de copii până în iulie 2022 și a fost unul dintre cele mai rapid vândute jocuri originale de la Sony. A fost nominalizat la mai multe premii de sfârșit de an, inclusiv Game of the Year la The Game Awards 2020. O continuare, Ghost of Yōtei, este programată pentru lansare în 2025 și o adaptare cinematografică este în curs de dezvoltare.

## Personaje
Protagonistul Jin Sakai (Daisuke Tsuji/Kazuya Nakai) este singurul membru rămas al Clanului Sakai și un războinic samurai. El este nepotul lui Lord Shimura (Eric Steinberg/Akio Ōtsuka), el este jitō lui Tsushima. El întâlnește mai mulți prieteni și însoțitori, inclusiv un hoț pe nume Yuna (Sumalee Montano/Yu Mizuno), fratele ei fierar Taka (Eddie Shin / Kappei Yamaguchi), o femeie războinică pe nume Lady Masako Adachi (Lauren Tom/Mabuki Ando), renumita arcaș Kyūdō Sensei Sadanobu Ishikawa (Francis Chau/Shigeru Chiba), comerciant și escrocher Kenji (James Hiroyuki Liao/Setsuji Sato), călugărul războinic budist Norio (Earl T. Kim/Mitsuaki Kanuka), îngrijitorul în vârstă a clanului Sakai Yuriko (Karen Huie/Yuri Tabata) și Ryuzo (Leonard Wu/Youhei Tadano) este un prieten din copilărie și lider al infamei pălării de paie (niste Ronin). Principalul antagonist este nemilosul și vicleanul general Khotun Khan al Imperiului Mongol (Patrick Gallagher/Tsutomu Isobe), vărul lui Kublai Khan, nepotul lui Genghis Khan.

## Jocul

### Istoria
În 1274, o flotă mongolă condusă de Khotun Khan invadează insula japoneză Tsushima. Samuraiul local Lord Jin Sakai și unchiul său Lord Shimura conduc samuraii insulei în încercarea de a respinge invadatorii. Cu toate acestea, bătălia se termină cu un dezastru cu samuraii uciși, Shimura capturat și Jin grav rănit și lăsat pentru moarte. El este găsit și reînviat de Yuna, un hoț, care îl informează că insula a căzut în mâinile invadatorilor. Jin asaltează fortăreața lui Khotun de la Castelul Kaneda în încercarea de a-l salva pe Shimura, dar este învins de Khotun în luptă și aruncat de pe podul castelului.
Dându-și seama că nu poate învinge mongolii singur sau cu tactici tradiționale de samurai, Jin călătorește în jurul insulei pentru a recruta aliați și învață războiul de gherilă. El o recrutează pe Yuna, fratele ei fierar Taka, negustorul de sake Kenji, maestrul arcaș Sadanobu Ishikawa, samuraiul Masako Adachi și prietenul său mercenar Ryuzo împreună cu rōnin. Pe măsură ce Jin întrerupe activitățile mongole și eliberează satele de pe insulă, oamenii încep să se refere la el ca „Fantoma”, un spirit samurai care s-a ridicat împotriva mongolilor. Taka fabrică un cârlig de grapplerpentru ca Jin să escaladeze zidurile Castelului Kaneda, iar Jin atacă locul împreună cu aliații săi. Săraci și înfometați din cauza condițiilor dure de război, Ryuzo și Pălăriile de Paie îl trădează pe Jin pentru a colecta recompensă acordată pentru el de Khotun. Jin reușește să-i respingă, să-l elibereze pe Shimura și să reia Castelul Kaneda. În ciuda victoriei lor, Khotun a plecat deja pentru a cuceri Castelul Shimura cu Ryuzo.
Pentru a relua Castelul Shimura, Jin îl recrutează pe Norio, călugării războinici ai lui Norio și clanul Yarikawa. De asemenea, îl recrutează pe piratul local Goro în numele lui Shimura pentru a duce o petiție pentru întăriri și o cerere de a fi adoptat ca moștenitor al lui Shogun . Odată cu asamblarea unei noi armate, Jin recuperează armura ancestrală a familiei sale de la îngrijitorul Yuriko, care îl învață cum să creeze otravă. La ordinele lui Shimura, Jin și Taka încearcă să se infiltreze într-o fortăreață unde se află Ryuzo, dar sunt prinși în ambuscadă și capturați de Khotun. Când Jin refuză să se supună domniei sale, Khotun îl ucide pe Taka. Jin apoi scapă cu ajutorul Yunei. Întăririle Shogunului sosesc și Shimura conduce armata adunată într-un asalt asupra Castelului Shimura, împingând mongolii în fortificația interioară.. Pe măsură ce mongolii se retrag, ei detonează explozibili pe podul care duce la curtea interioară, provocând victime uriașe samurailor care avansează.
Știind că un alt atac frontal nu va duce decât la mai multe pierderi, Jin decide să se infiltreze în fortă și să strecoare otravă în aerag-ul mongolilor. De asemenea, îl întâlnește și îl ucide pe Ryuzo după ce refuză să se predea. Cu toate acestea, îi este din nou dor de Khotun, care a plecat să facă campanie mai în nord. În ciuda faptului că castelul a fost luat fără ca samuraii să sufere alte pierderi, Shimura este furios pe Jin, deoarece acțiunile sale au încălcat grav codul de onoare al samurailor. Știind că Shogun-ul îl va executa pe Jin pentru insubordonare, Shimura îl îndeamnă să o folosească pe Yuna ca țap ispășitor, dar Jin refuză și își îmbrățișează personajul ca „Fantoma”. Shimura, cu regret, l-a arestat pe Jin pentru trădare. Cu ajutorul aliaților săi rămași, Jin reușește să scape din captivitate, dar calul său este împușcat mortal de arcași în acest proces. Jin călătorește spre nord și află că mongolii au învățat cum să-și fabrice otrava, pe care intenționează să o folosească în asaltul lor asupra continentului japonez. Înainte de a-și aduna aliații și de a ataca ultima fortăreață a lui Khotun din Port Izumi, Jin îi lasă un bilet lui Shimura în castelul său prin care îi cere să se alăture efortului cu samurai, ceea ce face. Cu cea mai mare parte a forțelor mongole distrase, Jin se infiltrează în portul și îl ucide pe Khotun.
Odată cu moartea lui Khotun, invazia mongolă își pierde din avânt și valul se întoarce în favoarea samurailor. Shimura îl informează pe Jin că Shogunul îl consideră o amenințare la adresa stabilității insulei și a status quo-ului de supunere a oamenilor față de liderii lor. El afirmă că, prin urmare, Shogunul a desființat Clanul Sakai și i-a ordonat lui Shimura să-l omoare pe Jin. Amintindu-și ce au pierdut amândoi, Jin și Shimura se duelează fără tragere de inimă, Jin ieșind învingător. Jin are opțiunea fie să-l omoare pe Shimura pentru a-i oferi moartea unui războinic corect, fie să abandoneze complet codul samurai și să-i cruțe viața. Indiferent de decizie, Jin devine inamicul Shogunului.

### Insula Iki
La ceva timp după duelul său cu Shimura, Jin dă peste o comunitate de săteni care au fost înnebuniți de o otravă descrisă drept „medicament sacral”. Le-a fost administrat de o trupă de mongoli pe care Jin nu i-a mai întâlnit până acum: membri ai tribului Vulturului Mongol, conduși de Ankhsar „Vulturul” Khatun (Anzu Lawson). Învingând trupa de război, Jin află că Khatun este angajat într-o cucerire a Insulei Iki, unde răposatul său tată Kazumasa a condus cândva o campanie militară fără succes împotriva atacatorilor insulei. Samuraii s-au retras de pe insulă după ce Kazumasa a fost prins în ambuscadă și ucis de raiders. Jin a fost acolo în timpul campaniei ca un băiat; a asistat la moartea tatălui său și încă se învinovățește că nu l-a salvat. Făcut la cunoștință de această nouă amenințare la adresa lui Tsushima, Jin navighează spre Insula Iki pentru a-l opri pe Khatun și a-și înfrunta trecutul.
O furtună distruge barca lui Jin, dar acesta supraviețuiește și în cele din urmă ajunge pe Iki. Descoperind că baza lui Khatun este fosta fortăreață a tatălui său, Fort Sakai, Jin asaltează fortul, dar este supus și capturat de secundul lui Khatun, Khunbish. El și Khatun îl hrănesc pe Jin cu „medicamentul sacru” în încercarea de a-l transforma într-unul dintre șamanii tribului.. Otrava îl face pe Jin să halucineze frecvent viziuni despre Khatun, tatăl său decedat și multe dintre eșecurile sale din trecut. El este salvat de raiderul Tenzo, care acceptă fără tragere de inimă ajutorul lui Jin și îl duce la liderul raiders-ului, Fune. Jin lucrează cu raiders pentru a slăbi stăpânirea lui Khatun asupra insulei, în cele din urmă reluând Fort Sakai și ucigând Khunbish. După ce s-a ferit de represaliile forțelor lui Khatun, Jin îl aude pe Tenzo spunând „fie ca moartea ta să beneficieze toate ființele” unui mongol pe moarte – aceeași expresie pe care i-a spus un raider mascat lui Kazumasa înainte de a-l ucide. Dându-și seama că Tenzo și-a ucis tatăl, Jin aproape îl ucide pe Tenzo înainte de a-și controla furia. El propune reluarea ambuscadă care l-a ucis pe tatăl său pentru a o atrage pe Khatun și, în cele din urmă, să o omoare. Deși suferă de halucinații aproape continue, Jin depășește efectele „medicamentului sacru” recunoscând greșelile tatălui său și, în cele din urmă, se împacă cu moartea sa. Jin îl ucide pe Khatun într-un duel, schimbând valul în favoarea raiders. Jin și Tenzo se iartă unul pe celălalt înainte de a se despărți.